# The Ultimate Fighter: Heavyweights Finale
The Ultimate Fighter: Heavyweights Finale (también conocido como The Ultimate Fighter 10 Finale) fue un evento de artes marciales mixtas celebrado por Ultimate Fighting Championship el 5 de diciembre de 2009 en el Palms Casino Resort en Las Vegas, Nevada.

## Historia
El evento estelar fue la final de The Ultimate Fighter: Heavyweights. También ofreció el debut oficial de Kimbo Slice en la UFC.
Una pelea ya anunciada entre Rousimar Palhares y Lucio Linhares fue trasladada a UFC 107. Linhares reemplazo a Alessio Sakara que tuvo que retirarse debido a problemas de visado.
Se esperaba que Frankie Edgar se enfrentara a Kurt Pellegrino en la tarjeta, pero Pellegrino se vio obligado a retirarse debido a una lesión. Matt Veach, quien fue previamente programado para pelear con Mark Bocek en la cartelera del evento fue nombrado como nuevo oponente de Edgar.

## Resultados
1. ↑  Final de Peso Pesado TUF 10.
2. ↑  Jones fue descalificado por golpes ilegales con el codo de "12 a 6".

## Premios extras
Cada peleador recibió un bono de $25,000.
- Pelea de la Noche: Frankie Edgar vs. Matt Veach
- KO de la Noche: Roy Nelson
- Sumisión de la Noche: Mark Bocek